# Lucio Armijo
Pour les articles homonymes, voir Armijo.
Lucio Armijo est un gardien international chilien de rink hockey. Il évolue, en 2015, au sein du Universidad Católica.

## Palmarès
En 2015, il participe au championnat du monde de rink hockey en France.